# Малая Куржина
Малая Куржина — река в России, протекает по Колпашевскому району Томской области. Устье реки находится в 23 км от устья Левой Куржины по левому берегу. Длина реки составляет 30 км. Притоки — Сосновая, Таёжка.

## Данные водного реестра
По данным государственного водного реестра России относится к Верхнеобскому бассейновому округу, водохозяйственный участок реки — Кеть, речной подбассейн реки — бассейн притоков (Верхней) Оби от Чулыма до Кети. Речной бассейн реки — (Верхняя) Обь до впадения Иртыша.
Код объекта в государственном водном реестре — 13010600112115200027924.